# Полигон (посёлок)
Полигон (укр. Полігон) — посёлок в Витовском районе Николаевской области Украины.

## История
Основан в 1921 году. Население составляет около 2750 человек.
31 января 1961 года при подлёте к посёлку Полигон произошло возгорание на борту вылетевшего с авиаремонтного завода в Кульбакино бомбардировщика. Экипажу удалось отвести горящий самолёт от посёлка. Пятеро лётчиков погибло при падении самолёта, покинувший самолёт по приказу командира штурман умер через полтора года от полученных травм, так как высота оказалась недостаточной для безопасного катапультирования.

## Инфраструктура
Научно-аграрный центр Николаевской области: Николаевская государственная сельскохозяйственная опытная станция Института орошаемого земледелия НААН Украины, Николаевский филиал государственного учреждения «Институт охраны почв Украины» Министерства аграрной политики и продовольствия Украины, государственное предприятие «Опытное хозяйство „Элита“ НААН Украины», ООО Николаевский завод «Семпром», ООО НПА «Земледелец», другие предприятия сельскохозяйственного направления негосударственной формы собственности. 
В посёлке работают средняя школа, дошкольное учебное заведение, музыкальная школа, врачебная амбулатория, Дом культуры, библиотека, почтовое отделение, «Нова Пошта», АТС, жилищно-коммунальное предприятие, объекты торговли, парикмахерская. Транспортное сообщение посёлка с городом Николаевом: автобусный маршрут № 129 «Автовокзал Николаев — Полигон»; пригородные поезда Николаев — Долинская и Николаев-Тимково до железнодорожной платформы «Дослидна». Расстояние до города Николаева — 7 км.

## Местный совет
Полигоновский сельский совет. Адрес: 57217, Николаевская обл., Витовский р-н, пос. Полигон, ул. Центральная, 25, тел. 23-60-12. Полигоновский сельский голова — Серветник Ольга Павловна.